# Zaireichthys pallidus
Zaireichthys pallidus és una espècie de peix pertanyent a la família dels amfílids i a l'ordre dels siluriformes.

## Etimologia
Zaireichthys prové del riu Zaire (el nom com era conegut abans el riu Congo) i del mot grec ichtys (peix), mentre que pallidus fa referència a la seua coloració molt clara.

## Descripció
La femella fa 2,5 cm de llargària màxima i el mascle 2,4. Cos moderadament prim. Ulls i línia lateral moderats. Musell arrodonit, el qual no sobresurt molt més enllà de la boca. Boca estreta i de mida inferior a la meitat de l'amplada del cap. Barbetes sensorials allargades i esveltes (les maxil·lars arriben més enllà de la base de les aletes pectorals). Aleta adiposa llarga i, de vegades, acostant-se força als primers radis de l'aleta caudal. Aleta caudal lleugerament emarginada, amb el lòbul inferior una mica més llarg que el superior i amb 9-13 radis ramificats (normalment, 5 al superior i 6 a l'inferior). Aleta anal amb 9-12 radis (11 a l'holotip). Aletes pectorals amb 5-7 (generalment, 6) radis. 6-8 radis branquiòstegs. 36-38 vèrtebres. 5-6 parells de costelles. Mentre és viu és gairebé transparent, però preservat mostra, en general, un color groc molt clar i amb algunes taques negres força petites i escampades irregularment sobre el cos. N'hi ha registres d'alguns espècimens més foscos, però poques vegades presenten un patró definit, llevat d'una sèrie de taques fosques al llarg de la part superior (la primera en la base de l'aleta dorsal) i una línia fosca irregular. Els individus més foscos es poden distingir fàcilment de les altres espècies del mateix gènere per la forma dels melanòfors, els quals són inusualment grans i de forma rectangular. Es diferencia de Zaireichthys monomotapa per tindre un menor nombre de radis a l'aleta dorsal (4-5 vs. 5-6), a les aletes pectorals (5-7 -normalment 6- vs. 7-8 -normalment, 7-) i a l'aleta caudal (9-13 vs. 14-16), i de Zaireichthys kavangoensis pel seu diferent patró de coloració.

## Alimentació
Es nodreix de petits invertebrats, com ara nimfes d'efemeròpters i larves de tricòpters.

## Hàbitat i distribució geogràfica
És un peix d'aigua dolça, bentopelàgic i de clima tropical, el qual viu a Àfrica: les aigües poc fondes i de fons sorrenc del curs superior del riu Zambezi, el riu Cuando i el delta de l'Okavango a Botswana, Namíbia, Zàmbia i Zimbàbue.

## Observacions
És inofensiu per als humans i el seu índex de vulnerabilitat és baix (10 de 100).